# Хотилюб
Хотилюб (пол. Chotylub) — село на Закерзонні, в Польщі, у гміні Чесанів Любачівського повіту Підкарпатського воєводства.
Населення — 427 осіб (2011).
Біля села бере початок Брусенка — права притока річки Вірова, притоки Танви.

## Назва
У ході кампанії ліквідації українських назв у 1977—1981 рр. село мало назву Любіце (пол. Lubice).

## Історія
Найдавніші згадки про село сягають 1565 року.
Адміністративно до 1772 року Хотилюб був у межах Любачівського, опісля — Белзького повіту в складі Белзького воєводства. За часів Австро-Угорщини після адміністративної реформи 1867 року Хотилюб включено до новоствореного Чесанівського повіту.
У 1880 р. село Хотилюб (з Гриняками і Осердком) належало до Чесанівського повіту Королівства Галичини та Володимирії Австро-Угорської імперії, в селі було 970 жителів, з них 448 греко-католиків, 494 римо-католики і 28 юдеїв. Місцеві греко-католики належали до парафії Подемщина Любачівського деканату Перемишльської єпархії.
На 01.01.1939 в селі було 1510 мешканців, з них 740 українців-грекокатоликів, 700 українців-римокатоликів, 30 поляків і 40 євреїв. Місцеві греко-католики належали до парафії Подемщина Чесанівського деканату Перемишльської єпархії. Село входило до ґміни Чесанів Любачівського повіту Львівського воєводства Польської республіки. Після анексії СРСР Західної України в 1939 році село включене до Горинецького району Львівської області. Однак вже у 1941 році територію зайняли війська вермахту. 22 липня 1944 року радянські війська оволоділи територією. В жовтні 1944 року Польщі віддані західні райони Львівської області, серед них і Горинецький. Корінне українське населення внаслідок виселення українців у 1945 році в СРСР та депортації в 1947 році в рамках акції Вісла на понімецькі території Польщі вбите або вивезене зі своєї історичної батьківщини. Жителі села в рядах ОУН і УПА чинили опір етноциду.
У 1975—1998 роках село належало до Перемишльського воєводства.

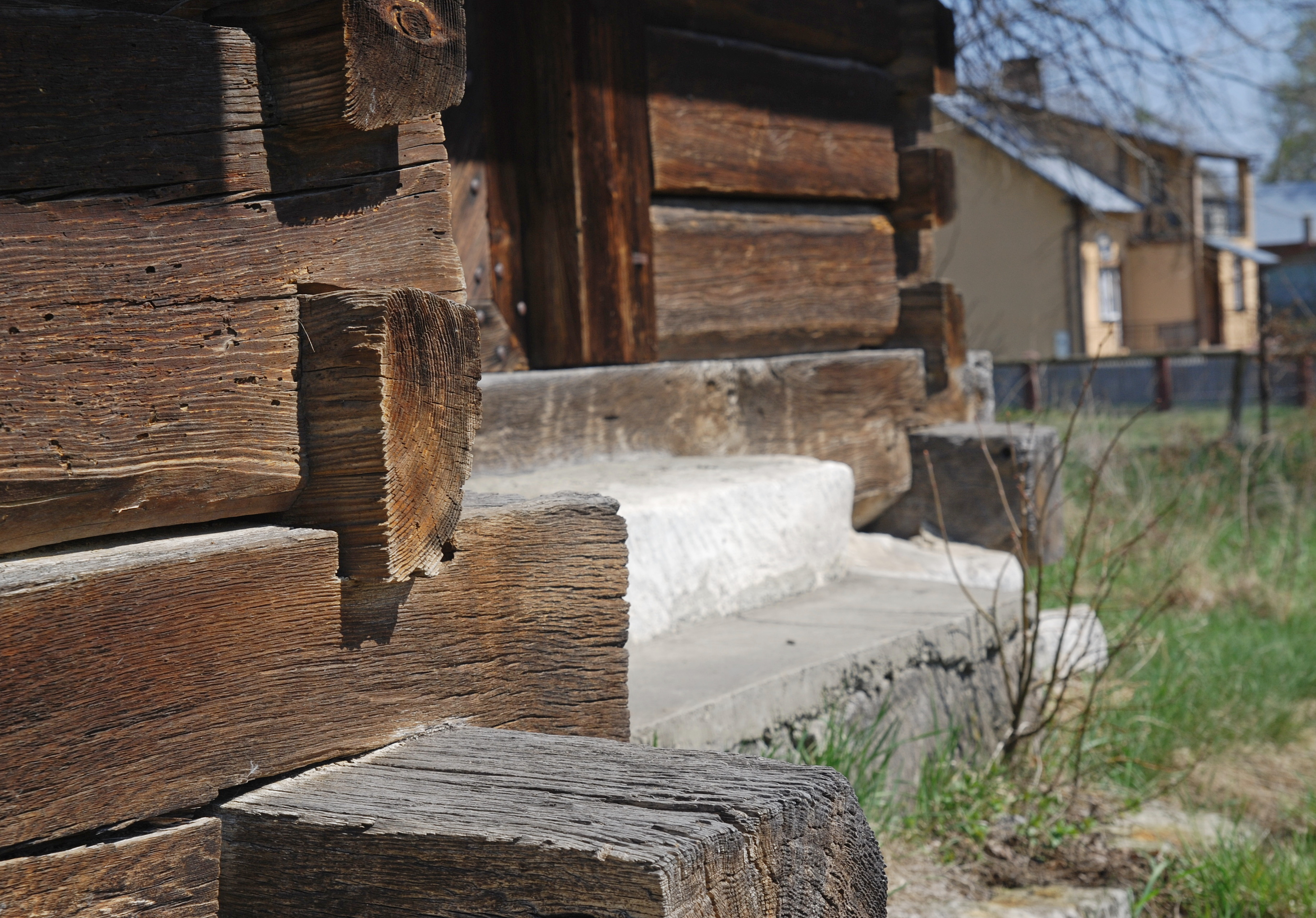
Конструкція церкви
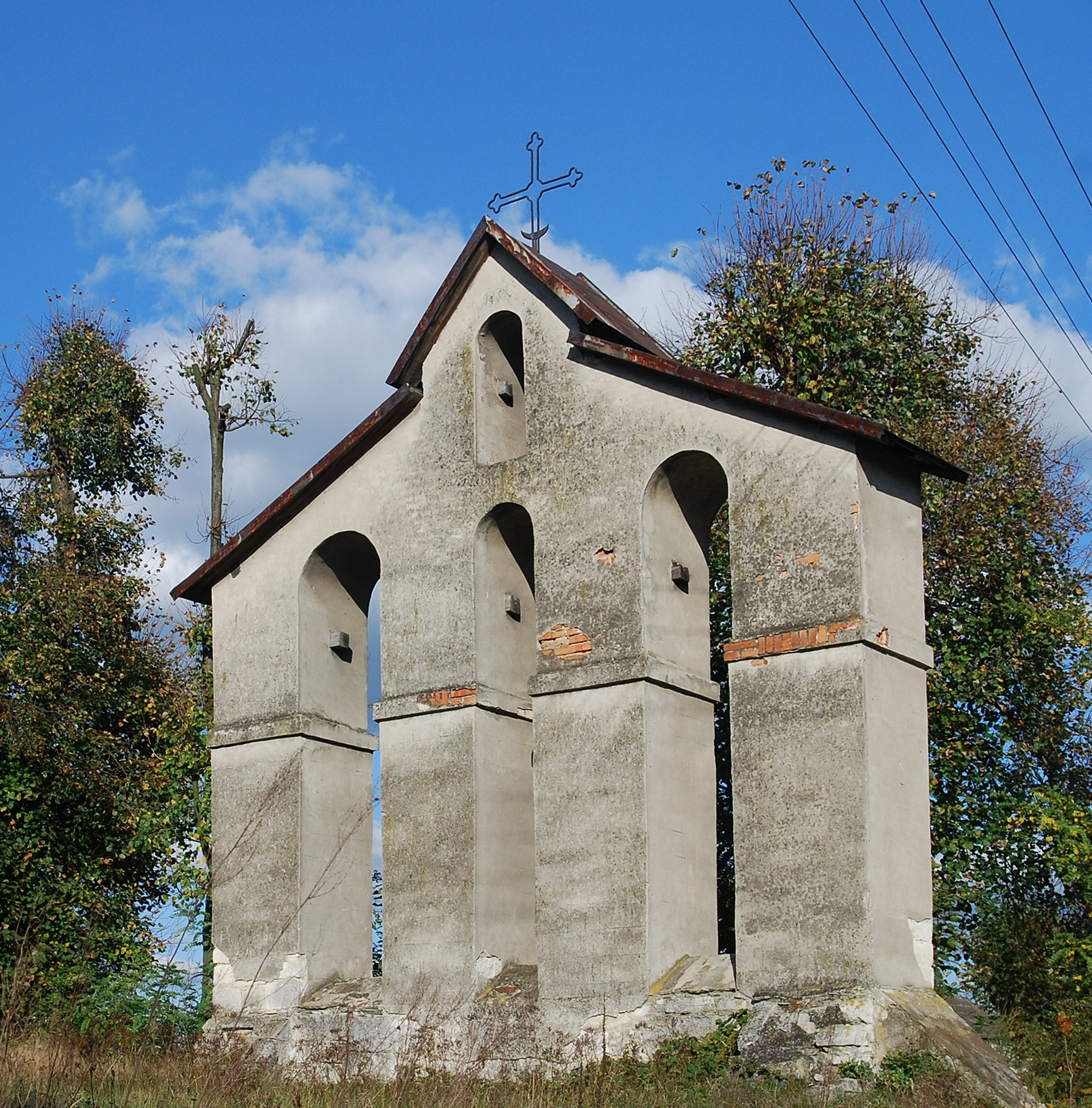
Дзвіниця
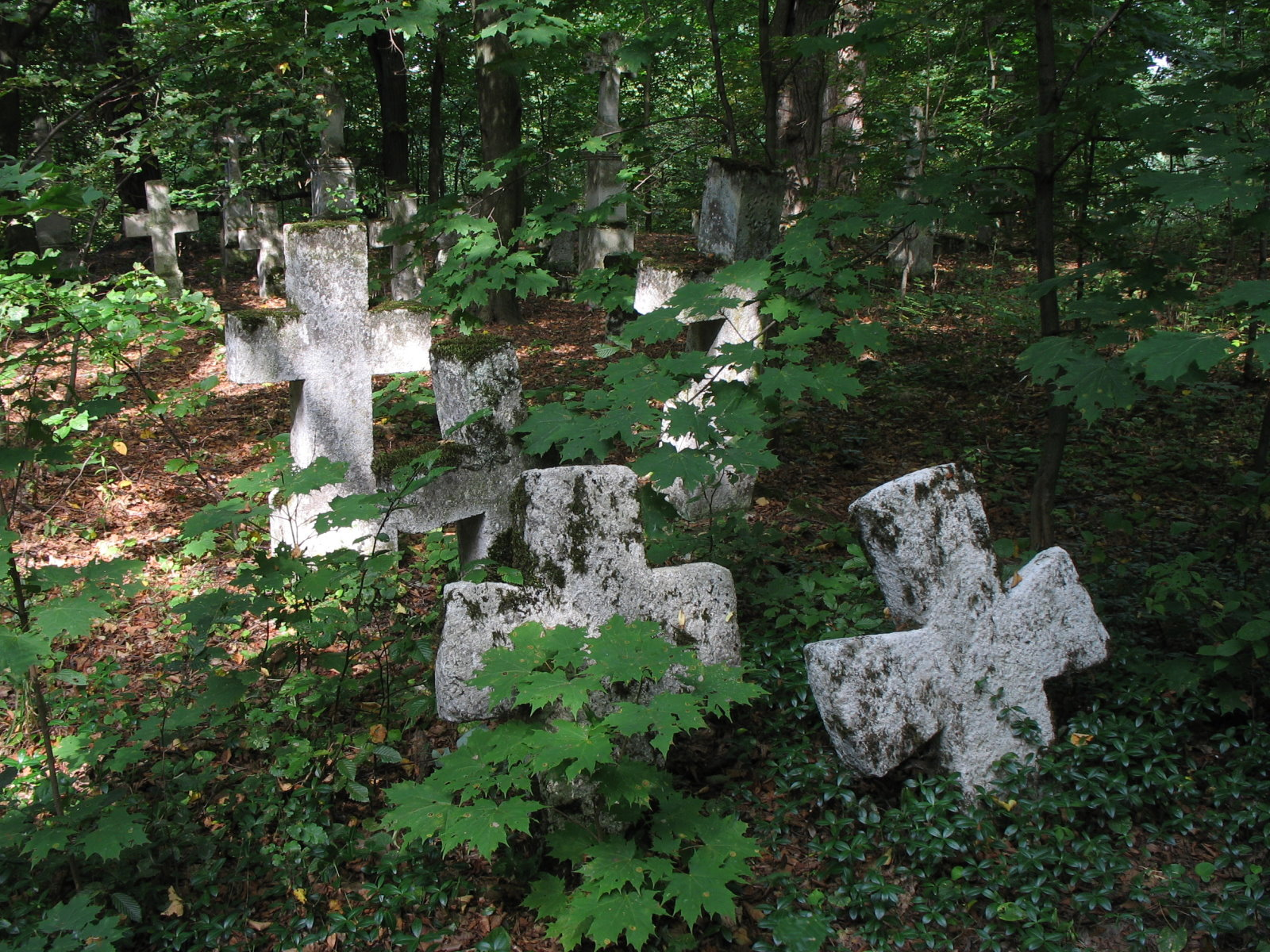
Греко-католицький цвинтар

## Демографія
Демографічна структура станом на 31 березня 2011 року:
|          | Загалом | Допрацездатний вік | Працездатний вік | Постпрацездатний вік |
| -------- | ------- | ------------------ | ---------------- | -------------------- |
| Чоловіки | 212     | 38                 | 144              | 30                   |
| Жінки    | 215     | 42                 | 114              | 59                   |
| Разом    | 427     | 80                 | 258              | 89                   |

## Пам'ятки
Перша дерев'яна церква в селі була вже у II половині XVII ст.
Наступну дерев'яну церкву в селі побудовано у 1693 році. У 1888 році на тому ж місці зведена нова дерев'яна церква Покрови Пресвятої Богородиці.
Після виселення мешканців села у 1947 році, церква служила римо-католикам костелом. З 2001 р. стоїть зачинена, запустіла.
Поруч стоїть триаркова ширмова дзвіниця, змурована на початку XX ст. з тесаного каміння, оштукатурена, без дзвонів.
За 1 км на краю села знаходиться занедбаний греко-католицький цвинтар.